# Neil Crang
Pas d'image ? Cliquez ici
Neil Crang, né le 31 décembre 1949 à Melbourne en Australie et mort le 20 juillet 2020 dans la même ville, est un ancien pilote de course automobile international australien.

## Carrière
Neil Crang a, durant sa carrière de pilote automobile, participé 5 fois aux 24 Heures du Mans sans pouvoir y être classé dans chacune de ses tentatives,,.

## Palmarès

### Résultats aux24 Heures du Mans
| Année | Écurie              | Copilotes                        | Voiture     | Classe | Tours | Pos. | Class Pos. |
| ----- | ------------------- | -------------------------------- | ----------- | ------ | ----- | ---- | ---------- |
| 1982  | Chevron Racing Cars | Martin Birrane (en) John Sheldon | Chevron B36 | Gr.6   | 57    | Nc.  | Nc.        |
| 1984  | Spice Tiga Racing   | Gordon Spice Ray Bellm           | Tiga GC84   | C2     | 69    | Abd. | Abd.       |
| 1985  | Spice Engineering   | Tim Lee-Davey Tony Lanfranchi    | Tiga GC84   | C2     | 225   | Nc.  | Nc.        |
| 1986  | Cosmik Racing       | Costas Los Raymond Touroul       | March 84G   | C1     | 169   | Dsq. | Dsq.       |
| 1987  | Dune Motorsport     | Jean Krucker Duncan Bain         | Tiga GC287  | C2     | 260   | Abd. | Abd.       |

### Résultats aux24 Heures de Daytona
| Année | Écurie                  | Copilotes                            | Voiture     | Classe | Tours | Pos. | Class Pos. |
| ----- | ----------------------- | ------------------------------------ | ----------- | ------ | ----- | ---- | ---------- |
| 1981  | Angelo Pallavicini (de) | Angelo Pallavicini (de) John Sheldon | Porsche 934 | GTO    | 290   | Abd. | Abd.       |
| 1982  | Angelo Pallavicini (de) | Angelo Pallavicini (de) John Sheldon | Porsche 934 | GTO    | -     | Np.  | Np.        |

### Résultats aux12 Heures de Sebring
| Année | Écurie                  | Copilotes                            | Voiture     | Classe | Tours | Pos. | Class Pos. |
| ----- | ----------------------- | ------------------------------------ | ----------- | ------ | ----- | ---- | ---------- |
| 1981  | Angelo Pallavicini (de) | Angelo Pallavicini (de) Dan Simpson  | Porsche 934 | GTO    | 23    | Abd. | Abd.       |
| 1982  | Angelo Pallavicini (de) | Angelo Pallavicini (de) John Sheldon | Porsche 935 | GTP    | 119   | Abd. | Abd.       |

### Résultats auChampionnat du monde des voitures de sport
| Année | Écurie            | Châssis    | Moteur                          | Classe | 1   | 2       | 3        | 4       | 5        | 6   | 7     | 8        | 9        | 10  | 11     | Position | Points |
| ----- | ----------------- | ---------- | ------------------------------- | ------ | --- | ------- | -------- | ------- | -------- | --- | ----- | -------- | -------- | --- | ------ | -------- | ------ |
| 1984  | Spice Tiga Racing | Tiga GC84  | Ford Cosworth DFL 3,3 L V8 Atmo | C2     | MON | SIL Nc. | LMS Abd. | NÜR 13  | BHC 10   | MOS | SPA 9 | IMO 10   | FUJ      | KYA | SAN 10 | 41e      | 13     |
| 1985  | Spice Engineering | Tiga GC84  | Ford Cosworth DFL 3,3 L V8 Atmo | C1     | MUG | MON     | SIL      | LMS Nc. | HOC      | MOS | SPA   | BHC Abd. | FUJ      | SEL |        | Nc.      | 0      |
| 1986  | Tiga Team         | Tiga GC86  | Ford Cosworth DFL 3,3 L V8 Atmo | C1     | MON | SIL     | LMS      | NOR     | BHC      | JER | NÜR   | SPA Abd. | FUJ      |     |        | Nc.      | 0      |
| 1987  | Dune Motorsport   | Tiga GC287 | Rover V64V 3,0 L V6 Atmo        | C2     | JAR | JER     | MON Abd. | SIL 6   | LMS Abd. | NOR | BHC   | NÜR      | SPA Abd. | FUJ |        | Nc.      | 0      |

## Carrière après la course
Robin Donovan est actuellement directeur de Dettaglio, une société événementielle évoluant dans le milieu du sport automobile.